# Берлинген (Тургау)
Берлинген (нем. Berlingen) — коммуна в Швейцарии, в кантоне Тургау.
С 2011 года входит в состав округа Фрауэнфельд (ранее входила в округ Штекборн). Население составляет 812 человек (на 31 декабря 2007 года). Официальный код — 4801.

## Известные уроженцы
- Керн, Иоганн Конрад (1808—1888) — швейцарский политический деятель, юрист и дипломат. Председатель Федерального суда, один из авторов Конституции Швейцарской конфедерации 1848 года.